# Интеррос (женский футбольный клуб)
«Интеррос» — ранее существовавший женский футбольный клуб из Москвы.

## История
Команда была организована (гл. тренер – Г.Берендюхин) в 1988 году на базе заводского хоккейного клуба «Станкоагрегат» (девушки летом играли в хоккей на траве, а зимой в хоккей с мячом) и носила название «Станка».
В сезоне 1988 года «Станка» выиграла первый чемпионат Москвы.
Перед сезоном 1991 года в команде «Спартак» произошёл конфликт и часть игроков (Боташева и Григорьева) перешла в команду «Станка», но с просьбой оставить название. К сезону 1991 года команда сформировалась в отдельный коллектив и получила название «Спартак-13».
В 1991 году заявилась в первую лигу Чемпионата СССР и заняла второе место.
В межсезонье команда сменила название на «Спартак-Супер».
В 1992 году клуб вошел в структуру одноимённого мужского футбольного клуба. Проводил домашние матчи в подмосковном городе Жуковский, команда начинала сезон с названием «Спартак-Интеррос», заканчивала «Интерросом».
После «золотого дубля» в 1992 году, в 1993 по финансовым (собственник клуба принял решение развивать мужской футбол, который за два года поднялся на две лиги вверх и начинал 1993 год в Первой лиге) причинам прекратил своё существование.

## Достижения

### Титульные
- 6-е место Чемпионат ВДФСОП: 1989
- 2-е место Первой лиги СССР: 1991
- Чемпион России (1): 1992
- 2-й Отборочный этап Кубка СССР: 1991
- Обладатель Кубка России (1): 1992

### Матчевые
Самые крупные победы
- 5:0 — самая крупная победа клуба в Чемпионате России (в матчах «Интеррос» — «ИнтерЛенПром» и «Снежана» — «Интеррос», в сезоне 1992)
- 1:0 — самая крупная победа клуба в Кубке СССР (в матче «Динамо» (Киев) — «Спартак-13» и «Динамо» (Киев) — «Спартак-13», в сезоне 1991)
- 3:1 — самая крупная победа клуба в Кубке России (в матче «ИнтерЛенПром» — «Интеррос», в сезоне 1992), 2:0 (в матче «Интеррос» — «Прометей», в сезоне 1992)

Самые крупные поражения
- 0:1 — самое крупное поражение клуба в Чемпионате России (в матче «СКИФ» — «Интеррос» и «Интеррос» — «Текстильщик», в сезоне 1992)
- 0:3 — самое крупное поражение клуба в Кубке СССР (в матче «Энергия» — «Спартак-13», в сезоне 1991)

## Результаты выступлений
без учёта мячей забитых в сериях послематчевых пенальти
с учётом технических результатов

| Сезон | Клуб       | Чемпионат ВДФСОП | Чемпионат ВДФСОП               | Чемпионат ВДФСОП | Чемпионат ВДФСОП | Чемпионат ВДФСОП | Чемпионат ВДФСОП | Чемпионат ВДФСОП | Чемпионат ВДФСОП | Чемпионат ВДФСОП | Чемпионат ВДФСОП | Чемпионат ВДФСОП | Кубок         | Источники   |
| Сезон | Клуб       | Лига             | Этап                           | Место            | И                | В                | Н                | П                | МЗ               | МП               | РМ               | О                | Кубок         | Источники   |
| ----- | ---------- | ---------------- | ------------------------------ | ---------------- | ---------------- | ---------------- | ---------------- | ---------------- | ---------------- | ---------------- | ---------------- | ---------------- | ------------- | ----------- |
| 1989  | Станка     | Высшая лига      | Первая зона                    | 3 из 10          | 18               | 11               | 4                | 3                | 34               | 14               | +20              | 26               | не проводился | [ 3 ]       |
| 1989  | Станка     | Высшая лига      | Турнир за звание чемпиона      | 6 из 30          | 5                | 0                | 1                | 4                | 5                | 10               | -5               | 1                | не проводился | [ 3 ]       |
| 1989  | Станка     | Высшая лига      | Высшая лига ВДФСОП 1989 (Итог) | 6 из 30          | 23               | 11               | 5                | 7                | 39               | 24               | +15              | 27               | не проводился | [ 3 ]       |
|       |            | Чемпионат СССР   |                                |                  |                  |                  |                  |                  |                  |                  |                  |                  |               |             |
| 1991  | Спартак-13 | Первая лига      | Третья зона                    | 1 из 8           | 14               | 11               | 2                | 1                | 43               | 9                | +34              | 24               | 2ОТ           | [ 3 ] [ 4 ] |
| 1991  | Спартак-13 | Первая лига      | Финал                          | 2 из 3           | 2                | 1                | 0                | 1                | 3                | 3                | 0                | 2                | 2ОТ           | [ 3 ] [ 4 ] |
| 1991  | Спартак-13 | Первая лига      | Первая лига 1991 (Итог)        | 2 из 3           | 16               | 12               | 2                | 2                | 46               | 12               | +34              | 26               | 2ОТ           | [ 3 ] [ 4 ] |
|       |            | Чемпионат России |                                |                  |                  |                  |                  |                  |                  |                  |                  |                  |               |             |
| 1992  | Интеррос   | Высшая лига      | —                              | из 15            | 28               | 17               | 9                | 2                | 54               | 9                | +45              | 43               | 🏆 Победитель | [ 3 ] [ 5 ] |
| Всего | Всего      | Всего            | Всего                          | Всего            | 67               | 40               | 16               | 11               | 139              | 45               | +94              |                  |               |             |

1. 1 2 3  в сезонах 1989—1994 очки начислялись таким образом: 2 очка за победу, 1 за ничью и 0 за поражение
2. ↑  после сезона 1992 «Интеррос» в связи с финансовыми трудностями прекратил существование в межсезонье

### Кубок СССР/России
без учёта мячей забитых в сериях послематчевых пенальти
без учёта технических результатов

| Сезон | Кубок СССР   | Кубок СССР | Кубок СССР | Кубок СССР | Кубок СССР | Кубок СССР | Кубок СССР | Кубок СССР |
| Сезон | И            | В          | Н          | П          | МЗ         | МП         | РМ         | Итог       |
| ----- | ------------ | ---------- | ---------- | ---------- | ---------- | ---------- | ---------- | ---------- |
| 1991  | 3            | 2          | 0          | 1          | 2          | 3          | -1         | 2ОТ        |
|       | Кубок России |            |            |            |            |            |            |            |
| 1992  | 5            | 5          | 0          | 0          | 11         | 4          | +7         | Победитель |
| Итого | 8            | 7          | 0          | 1          | 13         | 7          | +6         |            |

## Игроки
Ирина Григорьева перешла во французский «Лион» и в сезоне 1992/93 года стала Чемпионом Франции.
Наталья Авдонченко, Светлана Багдасарян, Кулистан Боташева, Наталья Бундуки, Татьяна Нестерова, Светлана Петько и Любовь Сафронова перешли в московскую Русь, где стали в 1993 году вице-чемпионками.
Майя Хуцишвили и Маргарита Миненко — закончили выступления.
Бомбардиры в высшей лиге
| Игрок               | Чемпионат | Кубок | Итого |
| ------------------- | --------- | ----- | ----- |
| Ирина Григорьева    | 22        | 5     | 27    |
| Наталья Бундуки     | 14        | 3     | 17    |
| Майя Хуцишвили      | 7         | 1     | 8     |
| Маргарита Миненко   | 6         | 1     | 7     |
| Ольга Надь          | 3         | 0     | 3     |
| Мария Брылева       | 1         | 1     | 2     |
| Светлана Багдасарян | 1         | 0     | 1     |
| ИТОГО               | 54        | 11    | 65    |

Хет-трики
- 06.05.1992 Интеррос — ИнтерЛенПром 5:0 ( 3 Ирина Григорьева)
- 08.08.1992 Штурм — Интеррос 2:5 ( 3 Ирина Григорьева)
- 29.08.1992 Седин-Шисс — Интеррос 0:4 ( 3 Наталья Бундуки)
- 03.10.1992 Интеррос — Снежана 5:0 ( 3 Наталья Бундуки)

Первые чемпионы России 1992
в (скобках) обозначено место в списке 33-х лучших
- Наталья Авдонченко — центральный защитник (передний) (№ 3)
- Светлана Багдасарян
- Кулистан Боташева
- Ольга Белякова
- Мария Брылева — левый защитник (№ 2)
- Наталья Бундуки  — центральный полузащитник (№ 1)
- Ирина Григорьева — левый нападающий (№ 3)
- Елена Кара
- Инна Лотоцкая
- Людмила Кривоногова
- Маргарита Миненко
- Ольга Надь
- Татьяна Нестерова
- Ирина Павлова
- Светлана Петько — вратарь (№ 1)
- Любовь Сафронова
- Майя Хуцишвили
- Елена Цуркан